# Humberto Recanatini
Humberto Juan Recanatini (ur. 12 lipca 1898, zm. 24 marca 1964) – piłkarz argentyński, obrońca.
Recanatini karierę piłkarską rozpoczął w klubie Sportivo Almagro Buenos Aires. Będąc piłkarzem tego klubu 11 maja 1919 roku zadebiutował w Asunción w reprezentacji Argentyny w wygranym 5:1 meczu z Paragwajem. Po dłuższej przerwie ponownie grał w reprezentacji w latach 1924–1928.
Jako gracz klubu Sportivo Almagro był w kadrze reprezentacji podczas turnieju Copa América 1927, gdzie Argentyna zdobyła mistrzostwo Ameryki Południowej. Recanatini nie zagrał w żadnym meczu.
Ostatni raz w reprezentacji zagrał w 1931 roku. Rok później został graczem klubu Gimnasia y Esgrima La Plata, w którym w 1936 roku zakończył karierę.